# Club Olympique des Transports
Club Olympique des Transports (arabisch النادي الأولمبي للنقل, DMG an-Nādī al-Ūlimbī li-n-Naql) ist ein tunesischer Fußballverein aus Melassine, einem Stadtteil der Hauptstadt Tunis. Der Klub, landesweit unter dem Kurznamen COT bekannt, spielt in der dritten Liga. COT spielte mit einigen Saisons Unterbrechungen von 1965 bis 2004 in der ersten Liga. 
Im Gegensatz zu allen anderen Klubs der ersten drei Ligen, aber auch der meisten anderen Fußballvereinen weltweit, wird der Verein von einer Frau geführt. Vereinspräsidentin ist seit 2020 Syrine Mrabet.

## Geschichte
Die Vereinsgeschichte ist von Fusionen der Vorgängerklubs geprägt. 1934 wurde der Vorgängerverein en-Najah Sports gegründet, weswegen der Verein die Zahl bis heute im Logo stehen hat. Der En-Najah Sports fusionierte 1960 mit El Hilal Sportif. Nach der Fusionierung hieß der Verein Club Olympique Tunisien. Letzterer fusionierte am 29. Juni 1966 Association Sportive des Traminots. Seitdem trägt der Klub den aktuellen Namen.
COT spielte über mehrere Jahrzehnte in der tunesischen Meisterschaft. In der Saison 1987/88 war man die größte Überraschung des Jahres und gewann den Pokal und beendete die Spielzeit als Vizemeister. Man verpasste den Titel nur wegen eines schlechteren Torverhältnisses. Im Finale des tunesischen Pokals 1988 besiegte man Club Africain im Elfmeterschießen.
Aufgrund der Professionalisierung des Fußballs in Tunesien konnte der Verein sich nicht mehr in der ersten Liga halten und stieg bis in die sportliche Bedeutungslosigkeit ab. Heute bewegt sich der Verein zwischen der zweiten und der dritten Liga. In der Saison 2021/22 stieg man in die dritte Liga ab.
Im Jahr 2021 erreichte man als Zweitligist das Halbfinale des tunesischen Pokals. Man verlor knapp (0:2) gegen den mehrfachen Meister und späteren Pokalsieger CS Sfaxien.

## Erfolge
- Championnat de Tunisie
  - Vizemeister: 1988
- Coupe de Tunisie (1)
  - Sieger: 1988
- Zweite Liga (7)
  - Meister:  1965, 1967, 1980, 1983, 1984, 1986, 1995
- Dritten Liga (Gruppe Nord)
  - Meister: 2010